# Dürreychbach
Der Dürreychbach (auch Dürreich oder Dürreichbach) ist ein Bach im Nordschwarzwald auf der Gemarkung Reichental der Stadt Gernsbach im Landkreis Rastatt.
Der Dürreychbach – wohl aus Dürre Eyach, weil dieser Bach am Oberlauf zeitweise trockenfällt – ist der linke Quellfluss der Eyach. Sein oberster Zufluss entspringt beim Kleiserstein (930 m ü. NN). Er führt dauernd Wasser ab der Stillwasserquelle (nach 1,8 km) und vereinigt sich nach 5,6 km Lauf und 360 m Höhendifferenz mit dem Brotenaubach zur Eyach. Er verläuft in einem engen Kerbtal im Mittleren Buntsandstein mit eiszeitlichen Karbildungen an den nord- bis ostgerichteten Talhängen. Das Rotliegend tritt im Mündungsbereich zu Tage.
Das Dürreychtal ist mit Ausnahme des Forsthauses Dürreych unbesiedelt. Dieser Wohnplatz ist ein Ortsteil von Gernsbach.